# Culicoides macrostigma
Culicoides macrostigma är en tvåvingeart som beskrevs av Wirth och Blanton 1953. Culicoides macrostigma ingår i släktet Culicoides och familjen svidknott.
Artens utbredningsområde är Panama. Inga underarter finns listade i Catalogue of Life.